# Simply Irresistible
Simply Irresistible (conocida para su distribución en castellano como Seducción a la carta y Simplemente irresistible) es una película de comedia de 1999 dirigida por Mark Tarlov y protagonizada por Sarah Michelle Gellar y Sean Patrick Flanery. 

## Argumento
Amanda es la dueña de un restaurante y está completamente enamorada de un ejecutivo llamado Tom Barlett, pero él está demasiado ocupado para darse cuenta de que ella es la chica de sus sueños, por lo que Amanda tiene que hacer todo lo posible para que Tom caiga perdidamente rendido a sus pies.
A pesar de su empeño como propietaria y como chef, el poco éxito con la clientela puede obligar a Amanda a tener que cerrar su pequeño restaurante neoyorquino. Sin embargo el azar le lleva a descubrir que es capaz de poner sus sentimientos en aquello que cocina y cautivar así a sus comensales. De esta manera, con un cangrejo a la Napoleón, es como Tom entrará en su vida. Juntos vivirán un apasionado romance, y la magia acabará por desbordar su cocina.

## Reparto
- Sarah Michelle Gellar - Amanda Shelton
- Sean Patrick Flanery - Tom Bartlett
- Patricia Clarkson - Lois McNally
- Dylan Baker - Jonathan Bendel
- Christopher Durang - Gene O'Reilly
- Larry Gilliard Jr. - Nolan Traynor
- Betty Buckley - Aunt Stella
- Amanda Peet - Chris